# Čardak
 Ovo je glavno značenje pojma Čardak. Za druga značenja pogledajte Čardak (razdvojba).
Čardak je stara drvena kuća, obično katnica. Najveći broj očuvanih čardaka nalazi se na području nizinske Hrvatske, posebno u Zagrebačkoj županiji. U prošlosti je bila simbol bogatstva neke obitelji, osobe ili organizacije. Čardaci se više uglavnom ne grade na području Republike Hrvatske te polako izumiru no pošto su postali ugroženi zaštićeni su i protuzakonito ih je rušiti.
Čardak je i drvena promatračnica, stražarnica na graničnoj crti Vojne krajine, podignuta na stupovima, s puškarnicama i povlačnim ljestvama; potječu iz 16. i 17. st., a čitav niz sagrađen je u 18. i 19. st. Rijedak primjer očuvanog čardaka korištenog u svrhu nadziranja i čuvanja vojne granice nalazi u Županji gdje je smješten Gradski muzej Županja. 
Čardak je poznat i kao katno spremište za kukuruz u selima istočne Hrvatske.